# Liste der Kulturdenkmale in Vöhringen (Württemberg)
In der Liste der Kulturdenkmale in Vöhringen sind alle Bau- und Kunstdenkmale der Gemeinde Vöhringen und ihrer Teilorte verzeichnet, die im „Verzeichnis der unbeweglichen Bau- und Kunstdenkmale und der zu prüfenden Objekte“ des Landesamts für Denkmalpflege Baden-Württemberg verzeichnet sind.
Diese Liste ist nicht rechtsverbindlich. Eine rechtsverbindliche Auskunft ist lediglich auf Anfrage bei der Unteren Denkmalschutzbehörde des Landkreises Rottweil erhältlich.

## Allgemein
- Bild: Zeigt ein ausgewähltes Bild aus Commons, „Weitere Bilder“ verweist auf die Bilder im Medienarchiv Wikimedia Commons.
- Bezeichnung: Nennt den Namen, die Bezeichnung oder die Art des Kulturdenkmals.
- Lage: Straßenname und Hausnummer oder Flurstücknummer des Kulturdenkmals, gegebenenfalls auch den Ortsteil. Die Grundsortierung der Liste erfolgt nach dieser Adresse. Der Link (Karte) führt zu verschiedenen Kartendiensten mit der Position des Kulturdenkmals. Fehlt dieser Link, wurden die Koordinaten noch nicht eingetragen. Sind diese bekannt, können sie über ein Tool mit einer Kartenansicht einfach nachgetragen werden. In dieser Kartenansicht sind Kulturdenkmale ohne Koordinaten mit einem roten bzw. orangen Marker dargestellt und können durch Verschieben auf die richtige Position in der Karte mit Koordinaten versehen werden. Kulturdenkmale ohne Bild sind an einem blauen bzw. roten Marker erkennbar.
- Datierung: Baubeginn, Fertigstellung, Datum der Erstnennung oder grobe zeitliche Einordnung entsprechend des Eintrags in der zuständigen Denkmaldatenbank (Landesamt für Denkmalpflege Baden-Württemberg).
- Beschreibung: Kurzcharakteristik des Kulturdenkmals.

## Vöhringen
| Bild | Bezeichnung                                        | Lage                                                   | Datierung                    | Beschreibung | ID |
| ---- | -------------------------------------------------- | ------------------------------------------------------ | ---------------------------- | ------------ | -- |
|      | Rindelbachbrücke                                   | Vöhringen, Bickelsberger Weg (Karte)                   | 2. Hälfte des 18. Jh.        |              | BW |
|      | Quergeteiltes Einhaus                              | Vöhringen, Dorfstraße 9 (Karte)                        | 1699/1700                    |              | BW |
|      | Seelhof                                            | Vöhringen, Dorfstraße 12 (Karte)                       | 1468/69                      |              | BW |
|      | Wohn- und Wirtschaftsgebäude                       | Vöhringen, Dorfstraße 28, Rottweiler Straße 25 (Karte) | ab 1731/32                   |              | BW |
|      | Allee und Baumrondell                              | Vöhringen, Festallee (Karte)                           | 1930er Jahre                 |              | BW |
|      | Sportplatz                                         | Vöhringen, Festallee (Karte)                           | 1930er Jahre                 |              | BW |
|      | Wohn- und Wirtschaftsgebäude                       | Vöhringen, Hohlweg 9 (Karte)                           | 15./18. Jh.                  |              | BW |
|      | Obere Mühle                                        | Vöhringen, Kanalweg 23 (Karte)                         | 1738                         |              | BW |
|      | Ev. Pfarrhaus                                      | Vöhringen, Pfarrstraße 11 (Karte)                      | Wohl Ende 17./Anfang 18. Jh. |              | BW |
|      | Streckhof                                          | Vöhringen, Pfarrstraße 15 (Karte)                      | 18. Jh.                      |              | BW |
|      | Quergeteiltes Einhaus                              | Vöhringen, Pfarrstraße 17 (Karte)                      | Anfang 18. Jh.               |              | BW |
|      | Laufbrunnen                                        | Vöhringen, bei Pfarrstraße 18                          | 1884                         |              |    |
|      | Friedhofsmauer mit Eingangstreppe und Friedhofstor | Vöhringen, Rosenfelder Straße/Tonaustraße (Karte)      | 19. Jh.                      |              | BW |
|      | Ev. Petruskirche                                   | Vöhringen, Rosenfelder Straße 1 (Karte)                | 1773/74                      |              |    |
|      | Gefallenendenkmal                                  | Vöhringen, bei Rosenfelder Straße 1 (Karte)            | 1927                         |              | BW |
|      | Quergeteiltes Einhaus                              | Vöhringen, Rosenfelder Straße 15 (Karte)               | 18. Jh.                      |              | BW |
|      | Quergeteiltes Einhaus                              | Vöhringen, Rottweiler Straße 27 (Karte)                | 1687                         |              | BW |
|      | Quergeteiltes Einhaus                              | Vöhringen, Rottweiler Straße 34 (Karte)                | 18. Jh.                      |              | BW |
|      | Sigelhaus                                          | Vöhringen, Siegelhaus 1 (Karte)                        | 1806                         |              | BW |

## Wittershausen
| Bild | Bezeichnung                        | Lage                                                  | Datierung        | Beschreibung | ID |
| ---- | ---------------------------------- | ----------------------------------------------------- | ---------------- | ------------ | -- |
|      | Laufbrunnen                        | Wittershausen, Bochinger Straße, Lupferstraße (Karte) | 1858             |              | BW |
|      | Ev. Pfarrkirche St. Peter und Paul | Wittershausen, Kirchstraße 4 (Karte)                  | 13. Jh.          |              |    |
|      | Quergeteiltes Einhaus              | Wittershausen, Obere Gasse 19 (Karte)                 | Anfang 19. Jh.   |              | BW |
|      | Backhaus                           | Wittershausen, Sigelstraße 8 (Karte)                  | 1861/62          |              | BW |
|      | Rathaus mit Farrenstall            | Wittershausen, Vöhringer Straße 12 (Karte)            | 1926/27          |              | BW |
|      | Quergeteiltes Einhaus              | Wittershausen, Vöhringer Straße 13 (Karte)            | 1799             |              | BW |
|      | Quergeteiltes Einhaus              | Wittershausen, Vordere Steingasse 3 (Karte)           | Ende des 18. Jh. |              | BW |